# Algot Lange
Algot Lange, född 17 april 1850 i Kalmar slottsförsamling, död 13 mars 1904 i Paris, var en svensk operasångare (basbaryton) och sångpedagog.
Lange engagerades vid Svenska Teatern i Helsingfors 1872. Han for till Paris 1877–1878 för att vidareutbilda sig i sång. Han debuterade 1878 vid Kungliga teatern i Stockholm som Lothario i Mignon. 1895 engagerades han vid Det Kongelige Teater i Köpenhamn, där han även verkade som sånglärare.
Bland hans roller kan nämnas huvudrollen i Don Giovanni, Almaviva och Figaro i Figaros bröllop, Figaro och Basilio i Barberaren i Sevilla, Mefistofeles i Faust och Mefistofeles, Dulcamara i Kärleksdrycken, Germont i La traviata, Escamillo i Carmen, lantgreven i Tannhäuser och Wotan i Valkyrian. Han framträdde även som konsertsångare och framförde bland annat romanser av Schuman.
Han var gift med den finska pianisten och författaren Ina Forstén och far till upptäcktsresanden Algot Lange (född Åke Mortimer), handelsattachén Hjalmar Lange och läkaren Einar Lange.